# 3-Alfa,7-alfa,12-alfa-trihidroksi-5-beta-holestanoil-KoA 24-hidroksilaza
3-Alfa,7-alfa,12-alfa-trihidroksi-5-beta-holestanoil-KoA 24-hidroksilaza (EC 1.17.99.3, trihidroksikoprostanoil-KoA oksidaza, -KoA oksidaza, -KoA oksidaza, 3alfa,7alfa,12alfa-trihidroksi-5beta-holestanoil-KoA oksidaza, 3alfa,7alfa,12alfa-trihidroksi-5beta-holestan-26-oat 24-hidroksilaza) je enzim sa sistematskim imenom (25R)-3alfa,7alfa,12alfa-trihidroksi-5beta-holestan-26-oil-KoA:akceptor 24-oksidoreduktaza (24R-hidroksilacija). Ovaj enzim katalizuje sledeću hemijsku reakciju
(25)-3alfa,7alfa,12alfa-trihidroksi-5beta-holestan-26-oil-KoA + 2O + akceptor {\displaystyle \rightleftharpoons } (24R,25R)-3alfa,7alfa,12alfa,24-tetrahidroksi-5beta-holestan-26-oil-KoA + redukovani akceptor
Za dejstvo ovog enzima je neophodan ATP. Reakcija kod sisara verovatno obuhvata dehidrogenaciju čime se formira 24(25)-dvostruka veza, čemu sledi hidratacija.

## Literatura
- Nicholas C. Price; Lewis Stevens (1999). Fundamentals of Enzymology: The Cell and Molecular Biology of Catalytic Proteins (Third изд.). USA: Oxford University Press. ISBN 019850229X.
- Eric J. Toone (2006). Advances in Enzymology and Related Areas of Molecular Biology, Protein Evolution (Volume 75 изд.). Wiley-Interscience. ISBN 0471205036.
- Branden C; Tooze J. Introduction to Protein Structure. New York, NY: Garland Publishing. ISBN 0-8153-2305-0.
- Irwin H. Segel. Enzyme Kinetics: Behavior and Analysis of Rapid Equilibrium and Steady-State Enzyme Systems (Book 44 изд.). Wiley Classics Library. ISBN 0471303097.
- William P. Jencks (1987). Catalysis in Chemistry and Enzymology. Dover Publications. ISBN 0486654605.

## Spoljašnje veze
- 3alpha,7alpha,12alpha-trihydroxy-5beta-cholestanoyl-CoA+24-hydroxylase на 